# Волков, Евгений Борисович
Евге́ний Бори́сович Во́лков (26 марта 1923 года, Пенза, СССР — 11 марта 2008 года, Москва, Россия) — советский учёный в области ракетостроения, генерал-лейтенант, доктор технических наук. Начальник 4-го Научно-исследовательского института Министерства обороны СССР (1970—1982). Герой Социалистического Труда (1976), заслуженный деятель науки и техники РСФСР.

## Биография
Родился 26 марта 1923 года в Пензе в семьи служащих. Мать — учительница литературы, отец — работник системы школьного образования. До 1930 года супруги работали в средней школе села Кондоль, но затем здоровье главы семьи ухудшилось, и по рекомендации Волковы переехали в село Варыпаево, расположенное близко к границе Пензенской и Саратовской областей, где Борис Волков стал директором школы колхозной молодёжи.
28 декабря 1932 года отец Евгения скончался в возрасте 35 лет, незадолго до этого сгорела и школа, которую он возглавлял, после чего мать с сыном переехали в село Князевка, где мальчик начал обучение в школе-семилетке. В 1938 году поступил на обучение в железнодорожную школу в посёлке Пачелма.
Школу окончил с отличием, после чего поступил в Московский государственный технический университет имени Н. Э. Баумана на артиллерийский факультет, окончил два курса, но в мае 1942 года был призван в Рабоче-крестьянскую Красную армию, зачислен курсантом в пехотное училище, а в июле — в Ленинградское артиллерийское техническое училище, которое на тот момент действовало в эвакуации в Ижевске.
В декабре 1942 года был зачислен в Артиллерийскую академию РККА имени Ф. Э. Дзержинского (по 1944 год работала в эвакуации в Самарканде, затем в Москве). В феврале 1946 года завершил обучение с золотой медалью и был оставлен в академии для научно-исследовательской работы, получил должность начальника отдела испытаний жидкостных ракетных двигателей в лаборатории кафедры реактивного вооружения. Один из создателей первого в СССР специального стенда для проведения испытаний жидкостных ракетных двигателей, построенного в 1947—1947 годах в районе станции Алабино Киевской железной дороги, отвечал за экспериментальное обоснование, технологию и проверки оборудования. На стенде было проведено свыше 50 испытаний, результаты которых были переданы В. П. Глушко для практического применения, а также были использованы в научно-исследовательской работе самой академии.
В апреле 1950 года стал адъюнктом, в ноябре 1951 года — преподавателем кафедры жидкостных реактивных снарядов, в ноябре 1953 года — старшим преподавателем, а в 1956 году стал заместителем начальника этой кафедры.
В ноябре 1958 года создал в академии кафедру ракетных двигателей и стал её первым руководителем. В 1965 году после защиты диссертации стал доктором технических наук. В 1966 году стал профессором академии имени Ф. Э. Дзержинского.
В 1968 году назначен на должность заместителя начальника Центрального научно-исследовательского института № 4 Министерства обороны СССР по научной работе, расположенном в посёлке Болшево-1 (ныне город Юбилейный в составе наукограда Королёва Московской области). В апреле 1970 года возглавил институт.
В 1973 году назначен на должность председателя Государственной комиссии по испытаниям и приёму на вооружение ракетных комплексов с межконтинентальными баллистическими ракетами УР-100Н, УР-100НУ.
Закрытым указом Президиума Верховного Совета СССР от 9 сентября 1976 года за выдающиеся заслуги в создании новых перспективных образцов ракетной техники Волкову было присвоено звание Героя Социалистического Труда.
В 1981 году у Волкова произошёл конфликт с министром обороны СССР Дмитрием Устиновым. Волков выступил против принятия на вооружение рекомендуемого Устиновым комплекса мобильного ракетного комплекса «Целина» ввиду его сложности в обслуживании, уязвимости и ряда иных недостатков. После произошедшего он был снят с постов начальника института и председателя Государственной комиссии. В 1982 году ушёл в запас.
В 1983 году вернулся как гражданский специалист в Военную академию имени Ф. Э. Дзержинского (с 1997 года — Ракетная академия РВСН имени Петра Великого), где до конца жизни работал профессором кафедры баллистических ракет. Являлся действительным членом Российской академии космонавтики им. К. Э. Циолковского, действительным членом Международной академии информатизации. Стал автором книг воспоминаний «Полвека в ракетной науке» (издана в 2004 году) и «На пути в науку» (издана в 2006 году).
Умер 11 марта 2008 года в Москве. Похоронен на Троекуровском кладбище.

## Научная деятельность
Волков считается основателем научной школы теории вооружения и основоположником академической школы ракетных двигателей. За годы своей деятельности написал свыше 200 научных работ и учебников, в том числе по теории и конструкции ракетных двигателей, подготовил более 20 докторов и кандидатов наук.
После создания кафедры ракетных двигателей Волков добился создания на ней самых современных по тому времени лабораторий, развернул на их базе активную научную работу при сотрудничестве с конструкторскими бюро, заводским производством и Вооружёнными Силами. К работе на кафедре привлекались известные ученые. Самим Волковым была разработана теория и методы расчёта жидкостных газогенераторов систем подачи, а также предложил новые схемы регулирования двигателей, которые были использованы в промышленности.
На посту начальника ЦНИИ № 4 возглавлял комплексные научно-исследовательские работы по определению перспектив развития стратегического вооружения. Результаты этих работ стали основой для принятия правительственных решений о разработке и принятии на вооружение новых видов боевой ракетной техники.

## Награды и почётные звания
- Герой Социалистического Труда (Указ Президиума Верховного Совета СССР от 9 сентября 1976 года, орден Ленина и медаль «Серп и Молот»)[2]
- Два ордена Трудового Красного Знамени (1971, 1974)[2]
- ряд медалей СССР
- Медаль «90 лет со дня рождения Георгия Димитрова» (Болгария, 23.02.1974)[6]
- Медаль «30 лет Болгарской народной армии» (Болгария, 14.09.1974)[7]
- Заслуженный деятель науки и техники РСФСР (1973)[2]
- Почётный гражданин города Юбилейный (24 мая 2000 года)[8]
- Почётный профессор Военной академии РВСН имени Петра Великого[2]
- медали